# Technobabble
Technobabble (im deutschen auch Technobabbel) ist ein Kunstwort aus den Wörtern Technologie (engl. technology) und Gebrabbel (engl. babble). Üblicherweise bezeichnet man mit diesem Wort den Versuch in vielen Science-Fiction-Filmen und -Serien, futuristische oder unrealistische Vorgänge (beispielsweise das Beamen) durch eine Reihe von technologisch klingenden Ausdrücken zu erklären, die den Zuschauer die Existenz einer wissenschaftlichen Grundlage vermuten lassen sollen. Es muss nicht tatsächlich wissenschaftlich sinnvoll sein, sondern lediglich der Immersion dienen.
Mitunter bezeichnet dieses Wort allerdings auch Fachgespräche zwischen technisch versierten Personen (auch Nerds genannt), die mitunter für Außenstehende wie Kauderwelsch klingen.
Phlebotinum ist ein von Buffy-Erfinder Joss Whedon erschaffenes, ironisches Kunstwort. Es steht für in der Serie gegebene Erklärungsversuche auf Basis magischer Grundlagen und ist somit in den Fantasyserien Buffy – Im Bann der Dämonen und Angel – Jäger der Finsternis das Äquivalent zum Technobabble von Science-Fiction-Serien.